# Metadubbelverkleinde romboëdrisch icosidodecaëder
Een metadubbelverkleinde romboëdrisch icosidodecaëder is in de meetkunde het johnson-lichaam J81. Deze ruimtelijke figuur kan worden geconstrueerd door van een rombische icosidodecaëder twee vijfhoekige koepels J5 weg te nemen, die naast elkaar liggen.
Er zijn meer johnsonlichamen die worden geconstrueerd door van een rombische icosidodecaëder een vijfhoekige koepel af te halen:
- de verkleinde romboëdrisch icosidodecaëder J76, waarvan een koepel weg wordt genomen,
- de paradubbelverkleinde romboëdrisch icosidodecaëder J80, waarvan twee tegenover elkaar liggende koepels af worden gehaald,
- de drievoudig verkleinde romboëdrisch icosidodecaëder J83, waarvan drie koepels af worden gehaald.

- (en)  MathWorld. Metabidiminished Rhombicosidodecahedron.